# Kanal-Solarstrom-Projekt

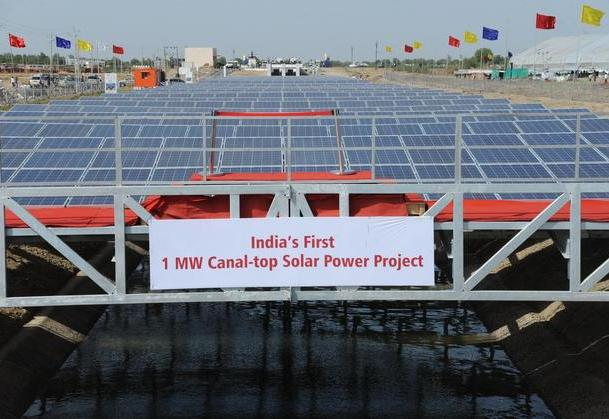
Kanal-Solarstrom-Projekt mit einem Kanal in Kadi, der mit Photovoltaikmodulen abgedeckt ist

Das Kanal-Solarstrom-Projekt (englisch Canal Solar Power Project, Gujarati નર્મદા કેનાલ ટોપ સોલાર પાવર પ્રોજેક્ટ) entsteht im indischen Bundesstaat Gujarat. Dabei soll ein Teil des 19.000 Kilometer langen Narmada-Kanalnetzes mit Solarmodulen für die photovoltaische Stromerzeugung bedeckt werden. Dadurch wird elektrische Energie produziert, während gleichzeitig Verdunstung von Wasser und das Algenwachstum im Kanal reduziert werden. Es ist das erste Projekt dieser Art.

## Herausforderungen
Im ländlichen Indien gehören die Versorgung mit elektrischer Energie und die Versorgung mit Wasser zu den großen Herausforderungen, welche auch die Wirtschaft der Region beeinflussen. Wasser wird für Ernährung, Landwirtschaft und Viehzucht benötigt, und unsauberes Trinkwasser gilt als Ursache für 60 Prozent der Erkrankungen in Indien. Unzureichende, bzw. nicht konstante Wasserversorgung reduziert den Ernteertrag und führt zu Hunger. Bevor das Narmada-Kanalnetz gebaut wurde, musste die Bevölkerung z. T. fünf Kilometer bis zur nächsten Quelle laufen.
Um die Bevölkerung flächendeckend und konstant mit Wasser zu versorgen, wurde das Narmada-Kanalsystem mit einer Gesamtlänge von 19.000 km errichtet. Im Gegensatz zu Fernwasserversorgung etwa in Deutschland sind die Kanäle oberirdisch und offen. Das heiße, sonnige und windige Klima in Gujarat fördern die Verdunstung des für die Bevölkerung vorgesehenen Wassers. Gleichzeitig bilden sich durch die Sonneneinstrahlung im Wasser Algen, die das Wasser ungenießbar machen und Pumpen verstopfen, was Reparaturen notwendig macht und die Produktivität senkt.
Mit der Abdeckung der Kanäle mit Photovoltaikmodulen werden gleichzeitig die Verdunstung und das Algenwachstum reduziert.

## Standortwahl
Das Narmada-Kanalnetz besteht aus vielen Kanalarmen, die unterschiedlich breit sind. Die Hauptkanäle sind zu breit, um die Photovoltaikmodule freispannend zu montieren. Aus diesem Grund wurden schmalere Nebenkanäle in Betracht gezogen. Um die Sonnenenergie optimal nutzen zu können, sollte der gewählte Kanal eine Nord-Süd-Ausrichtung haben. Wichtig war auch eine stadtnahe Lage, wo sich bereits ganzjährig befahrbare Straßen und Stromnetzanschlüsse befinden, was die Investitionskosten reduziert.

## Pilotprojekt
Am 24. April 2012 weihte Narendra Modi, Chief Minister von Gujarat, das Pilotprojekt ein. Das Projekt liegt auf dem Narmada Kanalarm in einem Dorf im Taluka Kadi im Distrikt Mahesana (Mehsana).
Die ursprünglich geplante Leistung von 250 kW wurde auf 1 MW erweitert. Die Überdeckung mit Photovoltaikmodulen reduziert die jährliche Verdunstung um etwa 7.000 Kubikmeter Trinkwasser. In dem durch die Überdeckung kühleren Wasser wird außerdem das Algenwachstum reduziert.

## Planung und Bau
Den Vertrag für Planung, Ausschreibung und Bau (EPC-Vertrag) ging für 177,1 Millionen Rupien (ca. 2,65 Millionen Euro) an SunEdison India. Entwickelt wurde das Pilotprojekt durch die Gujarat State Electricity Corporation (GSEC) mit Unterstützung durch die Sardar Sarovar Narmada Nigam Ltd (SSNNL), welche das Kanalnetz besitzt und wartet.
Die Photovoltaikmodule sind auf 16 m langen, freispannenden Trägern montiert, die quer über den Kanal laufen und an beiden Ufern befestigt sind. Montiert wurden 226 MEMC 280W Silvantis Photovoltaikmodule, unterteilt in acht Blöcke. Die Blöcke enthalten Laufbrücken und sind mit 15 m Abstand montiert, um die Reinigung der Photovoltaikmodule zu ermöglichen. In der Trägermitte gibt es eine Lücke für Wartungsarbeiten am Kanal.
Die Investitionskosten wurden zum einen dadurch reduziert, dass die Anlage in der Nähe einer Stadt und damit in der Nähe eines vorhandenen Stromnetzes gebaut wurde. Zum anderen sind neben den Kanälen bereits ganzjährig befahrbare Straßen vorhanden, wodurch die Kosten für die Erschließung reduziert wurden. Die Kanäle und die Straßen weisen zudem einheitliche technische Bedingungen auf, was die Planung vereinfacht.
Bei Kohlekraftwerken liegt man laut Darstellungen der Siemens AG bei einem Projekt der 600 °C/800-MW-Klasse in Deutschland bei 1700 € pro Kilowatt / 1,7 Mio. pro Megawatt. In Indien erhofft man sich günstigere Preise bei größeren Projektdimensionen.

## Einspeisung ins Netz
Laut Angaben des deutschen Lobbyverbandes Krannich Media Informationsdienste fördert Indien unter dem Titel Generation-Based Incentives Form einen Einspeisetarif sowie mit Investitionsförderungen Photovoltaikanlagen. Demnach unterstützt die indische Energieagentur (IREDA) jede eingespeiste Kilowattstunde zukünftig mit umgerechnet 0,18 Euro, sofern die Stromversorger ihren Strom aus ausgewählten Anlagen beziehen.

## Potenzial und weitere Projekte
Im indischen Bundesstaat Gujarat gibt es ca. 458 km offene Hauptkanäle. Nach Fertigstellung des SSNNL-Kanalnetzes wird dieses ca. 85.000 km umfassen. Würden zehn Prozent des 19.000 km langen Kanalnetzes mit Photovoltaikmodulen bedeckt, könnten damit eine Photovoltaik-Leistung von 2,2 GW installiert werden. Gleichzeitig könnten 44,5 Quadratkilometer Land erhalten werden. Die verringerte Verdunstung führt zu einer Wasserersparnis von jährlich 2 Mio. Kubikmeter Wasser, was knapp über 4 Millionen Euro nach deutschen Preisen entspräche. Beim Pilotprojekt wären nur etwa 14.000 Euro im Jahr einzusparen, die Investitionsmehrkosten sind ein Mehrfaches höher.
Der indische Minister für erneuerbare Energien, Farooq Abdullah unterstützte das Projekt in der Presse. Abdullah zufolge wird die Damodar Valley Corporation, die über 2.000 km Kanalnetzwerk verfügt, ein ähnliches 1 MW Projekt erstellen.
Mit dem Gujarat Solar Park Programm wurden 2012 605 MW und 2013 insgesamt 856,81 MW Photovoltaikkapazität installiert. Das Kanalprojekt gehört zum Charanka Solar Park in Patan.